# Port lotniczy Kirkwall
Port lotniczy Kirkwall (IATA: KOI, ICAO: EGPA) to główne lotnisko obsługujące Orkady w Szkocji. Znajduje się 4,6 km na południowy wschód od Kirkwall i jest własnością Highlands and Islands Airports Limited. Z lotniska korzysta brytyjska linia lotnicza Loganair.

## Kierunki lotów i linie lotnicze[4]
| Linia lotnicza | Kierunek |
| -------------- | --- |
| Loganair       | 1. Aberdeen 2. Dundee 3. Eday 4. Edynburg 5. Glasgow 6. Inverness 7. Londyn-Heathrow 8. North Ronaldsay 9. Papa Westray 10. Sanday 11. Stronsay 12. Sumburgh 13. Westray Sezonowo: 1. Bergen 2. Fair Isle (od 19 maja 2024) |